# 張威縯
張威縯（1966年11月27日—），台灣電影監製。人稱「宏哥」，出生於臺灣苗栗縣，畢業於109學年度世新大學傳播管理學係碩士班，目前為曼尼托克管理顧問股份有限公司董事長，及巧克麗娛樂股份有限公司執行長。

## 事業生涯
以販售電影版權起家，並與福斯電視網、東森電影台(ETTV)、緯來、中華電信MOD等平台及頻道業者合作，銷售及授權多部電影。2010年開始增加電影製作、發⾏及演唱會規劃，並與電影發⾏商華映娛樂及得藝國際媒體股份有限公司合作，共同行《畫皮》、《葉問》等多部知名電影。2012年起陸續發⾏《低俗喜劇》、《逃出⽣天》、《掃毒》、《豪情3D》及《屍城》等多部電影。
2015年開始加入製作，自製IP電影《角頭》、《角頭2：王者再起》及《大顯神威》等，其中《角頭系列》電影為台灣最受歡迎的電影之一。
2022年成立曼尼托克管理顧問股份有限公司。

## 作品列表

### 電影
| 年份   | 片名                |
| 2015年 | 《角頭》            |
| 2016年 | 《大顯神威》        |
| 2018年 | 《角頭2：王者再起》 |
| 2019年 | 《拳力以父》        |
| 2021年 | 《角頭—浪流連》     |
| 2024年 | 《角頭—大橋頭》     |